# Акере, Самуэль
Самуэль Акере (англ. Samuel Akere; род. 16 февраля 2004, Абеокута) — нигерийский футболист, нападающий клуба «Ботев».

## Клубная карьера
Акере — воспитанник российского клуба «Виста». В 2022 году игрок подписал контракт с болгарским «Ботевом». 8 июля в матче против столичного «Хебыра» он дебютировал в чемпионате Болгарии. В марте 2023 года в поединке против «железнодорожников» Самуэль сделал «дубль», забив свои первые голы за «Ботев».